# Аксьонов Володимир Вікторович
Аксьо́нов Володи́мир Ві́кторович (рос. Аксёнов Владимир Викторович; 1 лютого 1935 — 9 квітня 2024) — льотчик-космонавт СРСР, бортінженер космічного корабля «Союз-22» і «Союз Т-2»; двічі Герой Радянського Союзу.

## Біографія
Володимир Вікторович Аксьонов народився 1 лютого 1935 року у селі Гиблиці Касимовського району, Рязанська область, СРСР. Закінчив машинобудівний технікум; навчався у військово-авіаційній школі первинного навчання і Чугуївському військовому авіаційному училищі льотчиков. Член КПРС з 1959 року.
З 1957 працював у конструкторському бюро. Брав участь в розробці і випробуваннях космічних кораблів «Восток», «Союз», станцій «Салют».

## Кар'єра космонавта
У 1973 році прийнятий до загону космонавтів. Двічі здійснював космічні польоти на космічних кораблях «Союз-22» та «Союз Т-2». 15 — 23 вересня разом із В. Ф. Биковським. здійснив перший політ на космічному кораблі «Союз-22», що тривав більше ніж 7 діб.
Другий політ у космос В. В. Аксьонов здійснив 5-9 червня 1980 року спільно з Ю. В. Малишевим на космічному кораблі «Союз Т-2». Було здійснено стикування корабля з орбітальним науково-дослідним комплексом «Салют-6» — «Союз-36», на якому працював екіпаж основної експедиції (Л. І. Попов, В. В. Рюмін).
Тривалість польоту понад 3-х діб. Основне завдання — зробити перші випробування в пілотованому режимі нового, вдосконаленого транспортного КК типу «Союз Т», призначеного для заміни космічних кораблів типу «Союз».

## Нагороди і почесні звання
За успішне здійснення польоту і проявлені при цьому мужність і героїзм Володимиру Вікторовичу Аксьонову було присвоєно звання Героя Радянського Союзу, медаль «Золота Зірка».
За успішне проведення випробування в космосі вдосконаленого транспортного корабля «Союз Т-2» і проявлені при цьому мужність і героїзм В. В. Аксьонов був нагороджений другою медаллю «Золота Зірка».
Нагороджений двома орденами Леніна та медалями, а також іноземним орденом. Удостоєний золотої медалі «За заслуги в розвитку науки та перед людством» (АН ЧССР).